# Circuit curt
Es coneix com a circuit curt a aquella venda que duen a terme productors o agrupacions de productors en favor del consumidor final, amb la intervenció del mínim nombre d'intermediaris. La venda en circuit curt es pot fer en establiments minoristes, agrupacions de productors o d'altres establiments. A Catalunya, la venda en circuit curt es pot efectuar també a distància, o bé de forma ambulant d'acord amb el que estableix la normativa vigent sobre comerç interior.